# Paratrechina weissi
Paratrechina weissi är en myrart som först beskrevs av Santschi 1911.  Paratrechina weissi ingår i släktet Paratrechina och familjen myror.

## Underarter
Arten delas in i följande underarter:
- P. w. nimba
- P. w. weissi